# Tétrahydrofurane deutéré
Le tétrahydrofurane deutéré (THF-d8) est un composé chimique de formule (CD2)4O. Il s'agit de l'isotopologue du tétrahydrofurane (CH2)4O (THF) dont tous les atomes d'hydrogène 1H sont remplacés par du deutérium D, un isotope stable de l'hydrogène.
Le tétrahydrofurane deutéré est un solvant utilisé en spectroscopie RMN des molécules organiques.